# Vytautas Galvonas
Vytautas Galvonas (* 8. April 1958 in Anykščiai; † 26. Juni 2015 in Alytus) war ein litauischer Manager und Politiker, Seimas-Mitglied und Vizeminister der Finanzen.

## Leben
Nach dem Abitur von 1965 bis 1976 an der Mittelschule absolvierte er 1981 das Diplomstudium der Radiophysik an der Physik-Fakultät der Universität Vilnius. Von 1993 bis 1997 war er Generaldirektor von UAB „Ogmios Astra“, von 2003 bis 2004 Berater des litauischen Präsidenten Rolandas Paksas, von 2004 bis 2012 Mitglied im Seimas, ab 2006 Mitglied von Tvarka ir teisingumas und 2003 Mitglied im Rat der Stadtgemeinde Vilnius. 2011 wurde er zum Rat der Rajongemeinde Anykščiai gewählt. Von 2013 bis Juli 2014 war er stellvertretender Finanzminister Litauens als Stellvertreter von Rimantas Šadžius im Kabinett Butkevičius. Galvonas geriet auf die „Schwarze Liste“ der litauischen Präsidentin Dalia Grybauskaitė und sollte die Politik verlassen.
Galvonas war verheiratet. Mit seiner Frau hatte er zwei Kinder, eine Tochter und einen Sohn.
Er starb auf dem Flugplatz Alytus bei einem Flugunfall.

## Sport
Von 1981 bis 1986 gehörte er der litauischen Nationalmannschaft im Kunstflug an. 1985 wurde er Kunstflug-Sportmeister der Sowjetunion. 2004 wurde er litauischer Meister im Kunstflug der A Kategorie. Von 2014 bis 2015 leitete er als Präsident den Verband Lietuvos akrobatinio skraidymo federacija.